# نفق صقلية - الوطن القبلي

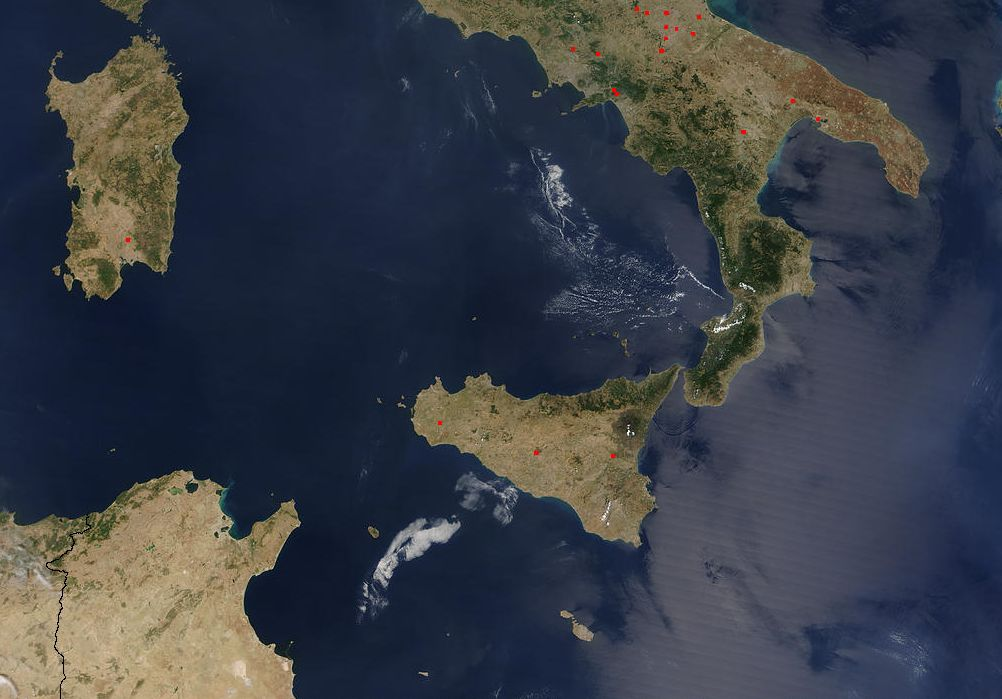
موقع النفق في المضيق الواقع بين صقلية (إيطاليا) والوطن القبلي (تونس)

نفق صقلية - الوطن القبلي أو النفق بين إيطاليا وتونس هو مشروع إنجاز لنفق تحت البحر يربط بين مقاطعة تراباني بصقلية (إيطاليا) والوطن القبلي (تونس) بتكلفة إجمالية قد تصل إلى 20 مليار دولار أمريكي، وبطول يبلغ 155 كم. ستكون مدة إنجازه حوالي 10 سنوات.
انطلق هذا المشروع من فكرة أعدتها مجموعة من رجال الأعمال الإيطاليين، تزعمها رجل الأعمال المعروف أنطونينو غالوني، وقدمها أثناء ندوة دولية في مدينة كيدريش الألمانية في 15 سبتمبر 2007. ويستهدف النفق ربط وسط أوروبا بقلب شمال أفريقيا، ويضم النفق شبكات هاتفية بين البلدين وشبكة كهربائية، فضلاً عن أنابيب الغاز الطبيعي الجزائري، ومن المتوقع أن يشهد النفق مرور نحو 30.000 سيارة يوميًا في الاتجاهين بما يحقق دَخْلاً لا يقل عن 5 مليارات يورو سنويًا، إذ سيبلغ معلوم استخلاص عبور النفق 100 يورو في البداية.

### وصلات خارجية
- خارطة النفق.
- خبر انطلاق المشروع على صحيفة الأهرام الاقتصادي.